# Kayla Adamek
Kayla Joan Zophia Adamek (ur. 1 lutego 1995 w Ottawie) – kanadyjsko–polska piłkarka grająca na pozycji obrończyni, pomocniczki lub skrzydłowej w kanadyjskim klubie Ottawa Rapid oraz reprezentacji Polski.